# Lőwy Béla
Lőwy Béla, tévesen olykor Lőwi (Budapest, 1895. – Budapest, 1919. június 24.) magántisztviselő, pártmunkás.

## Élete
Lőwy Fülöp és Rick Paula fia. Kezdetben magántisztviselőként dolgozott. Harcolt az első világháborúban, tiszt lett, ám rangjáról lemondott és csatlakozott az antimilitarista mozgalomhoz. Az őszirózsás forradalom után a 32. gyalogezred katonatanácsának tagjaként fejtett ki kommunista szervező munkát. 1918 november végén belépett a KMP-be, és a párt katonabizottságának egyik szervezője lett. 1919. február 20-án a kommunista vezetőkkel együtt őt is letartóztatták. A Magyarországi Tanácsköztársaságban a Budapesti Központi Forradalmi Munkás- és Katonatanács és az I. kerületi munkástanács tagja lett, s belépett a Vörös Hadseregbe, ahol az 1. gyaloghadosztály politikai biztosaként működött. A június 24-i ludovikás ellenforradalom napján a 32. ezred politikai megbízottjaként a Ludovika Akadémiára ment, hogy lefoglalja a gépfegyvereket. Tizedmagával behatolt az épületbe, ám a kialakult tűzharcban lelőtték. 1919. június 29-én temették el.
Neje Fogel Jozefa volt, akitől 1917. március 30-án fia született, Lőwy Sándor Antal.